# Porte de Cordoue
Pour les articles homonymes, voir Porte de Cordoue (homonymie).
La porte de Cordoue (puerta de Córdoba en espagnol) est une ancienne porte de ville qui permettait jusqu'au milieu du XIXe siècle d'accéder au centre historique de Séville, en Espagne. Elle est de style almoravide. Reconstruite au XVIe siècle et très peu modifiée depuis, elle montre encore l'aspect fermé et militaire des portes d'origine. Elle se trouve à l'angle entre les rues Puerta de Córdoba et Madre Dolores Márquez, au nord de l'enceinte, adossée à l'église de San Hermenegildo,.
Avec la porte de la Macarena, le guichet de l'Huile (Postigo del Aceite) et le guichet de l'Alcazar, elle est une des quatre portes, sur les dix-neuf portes et guichets que comptait la ville au XIXe siècle, à avoir échappé à la destruction de la muraille après la Révolution de 1868. Elle servait également de tour d'observation militaire, ce qui lui vaut parfois le nom de tour-porte de Cordoue.

## Histoire

### La domination musulmane
En 844, durant la domination musulmane, Séville, et avec elle ses murailles romaines datant du Ier siècle av. J.-C., fut rasée par les Vikings. Abd al-Rahman II, quatrième émir omeyyade de Cordoue, les fit reconstruire. Elles furent à nouveau détruites, ainsi que leurs portes, sur ordre de son arrière-arrière-petit-fils, Abd al-Rahman III, huitième émir et premier calife omeyyade de Cordoue, en 913, dans le but d'affaiblir Séville afin d'éviter qu'elle ne fasse sécession de Cordoue, dont il avait fait la capitale d'Al-Andalus. Certains historiens comme Juan de Mata Carriazo y Arroquia (es) pensent malgré tout que seules les portes furent abattues.
En 1023, Abbad Ier, premier roi maure occupant la taifa de Séville, ordonna l'érection de nouvelles murailles pour protéger la ville des troupes chrétiennes. Ces murailles, probablement en terre, suivaient le tracé de l'ancienne enceinte romaine. Entre les XIe et XIIe siècles, après les batailles contre les rois Alphonse VI et Alphonse VII, notamment sous le règne du sultan almoravide Ali Ben Youssef, entre 1125 et 1134, l'enceinte fut étendue à près du double de sa surface, englobant ainsi les édifices, terrains, hameaux et exploitations agricoles se trouvant auparavant en dehors de l'enceinte primitive. De plus, un fossé fut creusé le long de la muraille. C'est durant cette période que fut construite la porte de Cordoue. Sortie logique de la ville pour se rendre à Cordoue, à l'est, elle a pris son nom.
Entre 1616 et 1955, la porte de Cordoue était l'unique accès à l'église de San Hermenegildo. Par la suite, un nouvel accès fut aménagé, qui mène directement dans l'église.

### Après la Reconquista:XIIIeauXVIesiècle
Les murailles, au milieu du XVIIIe siècle, se trouvaient dans un état déplorable. À partir de 1859, leur éventuelle destruction fut intensivement débattue entre le conseil municipal (partisan de la démolition), la Commission des Monuments, l'Académie des Beaux-Arts et la Société Economique d'Amis du Pays (Sociedad Económica de Amigos del País). Il fut décidé de détruire partiellement l'enceinte en gardant le tronçon du secteur nord, qui comprenait la porte de Cordoue.
À la suite de la révolution de 1868, qui détrôna Isabelle II, un des premiers objectifs du nouveau gouvernement qui entra en fonction le 20 septembre 1868 fut l'éradication des portes de ville et des murailles, symboles de la répression. Il s'unit à l'aristocratie bourgeoise et marchande pour laquelle l'élimination de l'enceinte, et avec elle l'avènement de nouvelles possibilités de développement de la ville, présentait des avantages évidents. Dans cette période de vide administratif et institutionnel, les murailles purent alors être abattues sans que des institutions culturelles et autres organismes officiels ne puissent intervenir. En deux mois, plus de la moitié des portes encore existantes et une grande partie de la muraille furent partiellement détruites afin que toute possibilité de retour en arrière soit impossible. Six portes de ville furent ainsi détruites avant la Révolution, et six autres après. Il n'en resta que quatre en 1875, dont la Porte de Cordoue, les autres étant la Porte de la Macarena, le Guichet de l'Huile (Postigo del Aceite) et le Guichet de l'Alcazar. En outre, parmi les rares tronçons de la muraille sauvés de la démolition, on compte celui situé directement à l'ouest de la porte de Cordoue, qui s'arrête à la porte de la Macarena.

### Inscription comme Bien d'intérêt culturel
Ce ne fut qu'au début du XXe siècle qu'on prit conscience de la valeur historique et culturelle de la muraille de Séville. La porte de Cordoue et le tronçon des murailles situé immédiatement à l'ouest, appelé muraille de la Macarena, qui se termine à la porte homonyme, furent déclarés Bien d'intérêt culturel le 20 janvier 1908. Les autres tronçons de muraille et portes de ville encore debout furent à leur tour protégés entre 1931 et 1985.